# Гоупдейл (Іллінойс)
Гоупдейл (англ. Hopedale) — селище (англ. village) в США, в окрузі Тазвелл штату Іллінойс. Населення — 830 осіб (2020).

## Географія
Гоупдейл розташований за координатами 40°25′21″ пн. ш. 89°25′15″ зх. д. / 40.42250° пн. ш. 89.42083° зх. д. (40.422460, -89.420947).  За даними Бюро перепису населення США в 2010 році селище мало площу 1,32 км², з яких 1,31 км² — суходіл та 0,01 км² — водойми.

## Демографія
Згідно з переписом 2010 року, у селищі мешкало 865 осіб у 350 домогосподарствах у складі 230 родин. Густота населення становила 657 осіб/км².  Було 424 помешкання (322/км²).
Расовий склад населення:
| - 98,6 % — білих - 0,1 % — чорних або афроамериканців |

До двох чи більше рас належало 1,2 %. Частка іспаномовних становила 0,7 % від усіх жителів.
За віковим діапазоном населення розподілялося таким чином: 23,6 % — особи молодші 18 років, 47,5 % — особи у віці 18—64 років, 28,9 % — особи у віці 65 років та старші. Медіана віку мешканця становила 44,6 року. На 100 осіб жіночої статі у селищі припадало 86,8 чоловіків;  на 100 жінок у віці від 18 років та старших — 82,1 чоловіків також старших 18 років.
Середній дохід на одне домашнє господарство  становив 76 159 доларів США (медіана — 50 333), а середній дохід на одну сім'ю — 98 193 долари (медіана — 63 365). Медіана доходів становила 40 673 долари для чоловіків та 31 518 доларів для жінок. За межею бідності перебувало 9,5 % осіб, у тому числі 3,7 % дітей у віці до 18 років та 10,8 % осіб у віці 65 років та старших.
Цивільне працевлаштоване населення становило 399 осіб. Основні галузі зайнятості: освіта, охорона здоров'я та соціальна допомога — 33,3 %, будівництво — 12,3 %, фінанси, страхування та нерухомість — 10,3 %, роздрібна торгівля — 9,8 %.